# گیلار آمستردام
گیلار آمستردام (نام علمی: Mareca marecula) (در گذشته Anas marecula)، که همچنین به نام اردک جزیره آمستردام یا اردک آمستردام نیز شناخته می‌شود، گونه‌ای از پرندگان آبزی مرغابیان، بومی جزیره آمستردام (جزیره آمستردام)، سرزمین‌های جنوبی فرانسه بود. گونه‌های بی‌پرواز تنها از روی استخوان‌ها شناخته شده‌اند و احتمالاً با بازدید شکارچیان فک و موش‌هایی که آنها معرفی کرده‌اند، منقرض شده‌اند.